# Комель

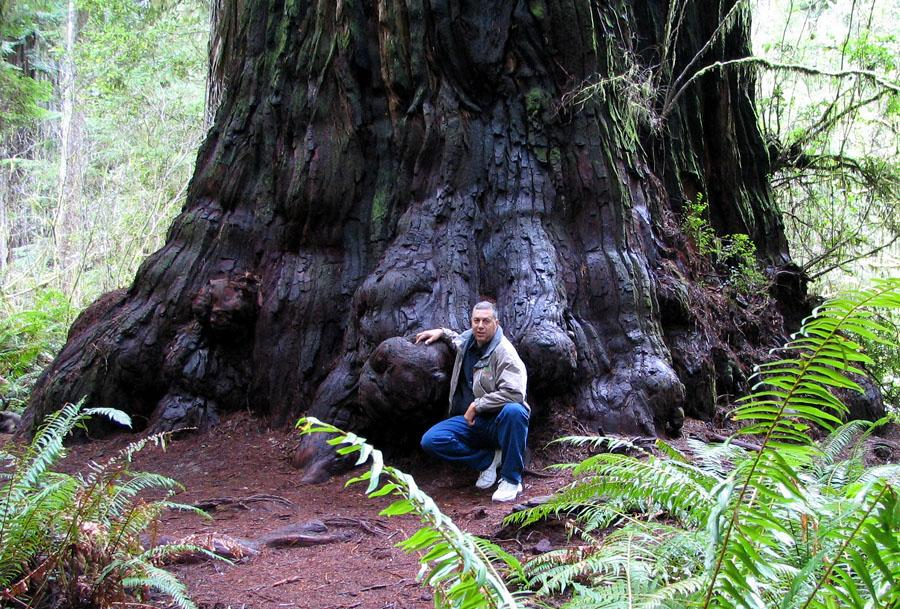
Комель гигантской секвойи

Ко́мель — толстая часть ствола дерева непосредственно над корнем и корневищем, толстый «нижний» конец бревна или растения, корень волоса, рукоятка метлы, обвязанная часть пучка прутьев или веток, веника. Комлем также называются верхний «корневой» конец сваи, толстая часть (рукоятка) удилища.
Вывороченный из земли комель иногда называют корягой.
Название происходит от слова «ком», родственно также лит. kamėnas, kamíenas, латыш. kamans, «комель».